# Saint-Léger-Vauban
Saint-Léger-Vauban település Franciaországban, Yonne megyében. Lakosainak száma 358 fő (2022. január 1.). Saint-Léger-Vauban Bussières, Saint-Andeux, Saint-Germain-de-Modéon, Saint-Agnan, Beauvilliers és Quarré-les-Tombes községekkel határos.

## Népesség
A település népessége az elmúlt években az alábbi módon változott:
| Lakosok száma | 387  | 370  | 369  | 360  | 358  | 354  | 356  | 357  | 358  |
|               | 2013 | 2015 | 2016 | 2017 | 2018 | 2019 | 2020 | 2021 | 2022 |